# Arzkarkopf
Arzkarkopf är en bergstopp i Österrike. Den ligger i distriktet Landeck och förbundslandet Tyrolen, i den västra delen av landet. Toppen på Arzkarkopf är 3 121 meter över havet, eller 87 meter över den omgivande terrängen.
Den högsta punkten i närheten är Glockturm, 3 356 meter över havet, 1,2 kilometer norr om Arzkarkopf.
Trakten runt Arzkarkopf består i huvudsak av kala bergstoppar och alpin tundra.